# Уневская лавра
Свято-Успенская У́невская Лавра Студийского устава (укр. Свято-Успенська Унівська Лавра Студійського уставу) — монастырь Украинской греко-католической церкви, расположенная в селе Унев (до 2003 года — Межгорье) Львовского района Львовской области. Принадлежит монахам-студитам.

## История
На данный момент не найдено письменных свидетельств о точной дате основания монастыря, однако в архивных документах нач. XIV столетия Унев отмечается как известный духовный центр Галиции.
Известно, что до середины XV века Уневский монастырь опекал князь Фёдор Любартович и его потомки. Впоследствии Межгорье перешло в наследственное владение рода Лагодовских. Специальной грамотой от 30 июля в 1542 года польский король узаконил статус Уневской архимандрии и владений; право выбора архимандрита осталось исключительно за монахами.
Среди письменных источников существуют сведения о том, что в 1549 года «манастырь татарове сожгли», он был разрушен полностью, но в XVI веке вновь началось строительство. Тогда же были построены каменные угловые башни со стенами и церковь над источником.
К XVIII столетию Уневская обитель находится на пике своего развития, но тяжелые времена для монастыря наступили после вхождения края в Австрийскую империю. В 1790 году монастырь был закрыт, а постройки бывшего монастыря митрополит Михаил Левицкий перепланировал под свою резиденцию. Отсюда он правил епархией около сорока лет, тут он был и погребён в 1858 году.
Возрождением монашеской жизни Уневский монастырь обязан митрополиту Андрею Шептицкому. Уневскую обитель он возродил в 1898 году, придал монастырю статус Лавры, а после Первой мировой войны передал её монахам Студийского устава. Количество монахов постоянно росло, было создано самодостаточное хозяйство, действовал приют, была сформирована большая библиотека, издавался ежемесячник «Ясный Путь».
В 1930-х годах при Лавре была открыта иконописная мастерская, самыми главными и важными работами которой стали росписи интерьера храма и внешних стен монастыря.
Развитие монастыря прекратилось с приходом советской власти и арестом в 1947 году настоятеля Лавры архимандрита Климентия Шептицкого.
После распада СССР в 1991 году Уневская лавра возвращена монахам-студитам.
- Общий вид лавры
- Раскопки старых ворот
- Раскопки старых ворот
- Часовня-звонница

## Современное состояние
Начиная с 1994 года, каждый май в Уневе проходит двухдневная встреча молодёжи, организованная студенческим обществом «Обнова», Мальтийской службой помощи и Уневской Лаврой.
Дважды в год из монастыря святого Обручника Иосифа отправляется пешее паломничество к Уневской Лавре, с каждым годом оно собирает все больше и больше паломников, подавляющее большинство которых — молодежь. Паломничество начинается Литургией в храме святого Михаила, длится три дня и заканчивается Всенощной и архиерейской Литургией в Уневской Лавре.
На территории монастыря проходят ежегодные ярмарки, на которых представлены товары из России, Польши, Австрии и других стран.
Монахи Уневской Лавры заботятся о детях-сиротах школьного возраста, катехизируют детей в Уневской сельской школе, занимаются растениеводством, животноводством, огородничеством и пчеловодством. В монастырской мастерской изготовляют предметы церковного обихода: свечи, просфоры и уголь для кадила.
Украинский католический университет ежегодно организует в монастыре летнюю богословскую школу.
Уневская Лавра также имеет подворье недалеко от Унева, в селе Сивороги.
- Здания лавры
- Келии
- Вход в лавру
- Один из корпусов

## Уневская чудотворная икона Богородицы
Икона принадлежит к иконописному типу Одигитрия (греч. Οδηγητρια — Указующая Путь) — Путеводительница — одному из наиболее распространённых типов изображения Богоматери с Младенцем. О происхождении иконы существует много сказаний, но время и место написания достоверно неизвестны. Оригинал иконы до наших дней не сохранился.
Уже во времена митрополита Михаила Левицкого (первая пол. XIX ст.) икона была значительно повреждена. Поэтому на полотне изготовили её копию, которую поместили на оригинале, украсив окладом. Этот факт записан в 1894 г. отцом А. Дольницким: «сей образ находился издавна в часовне на кладбище уневском, а когда тот образ украшен был короной („коронован“), перенесли его в церковь дворцовую».
Короновать икону мог Уневский архимандрит Афанасий Шептицкий (1715—1746 гг.), который приложил множество усилий к распространению почитания Богородицы.
Ещё одна икона Богородицы-Одигитрии XVII ст. (без оклада, с металлическими коронами) до 1939 г. висела в монастырской часовне. Обе святыни были утеряны после закрытия Уневской Лавры в 1950 г. советской властью. Сохранился лишь оклад XVIII ст., которая сегодня украшает копию чудотворной иконы, написанной по давним гравюрам и сохранившимся фотографиям иконописцем иеромонахом Ювеналием (Мокрицким). Она была торжественно перенесена в Уневскую Лавру в 1995 г.
- Уневская икона Божией Матери
- Церковь Климентия и Леонтия
- Успенский собор
- Внутри Успенского собора

## Описание Лавры
Точная дата постройки однонефного трехмастного Успенского собора неизвестна. Предполагается, что церковь была возведена в XVI веке. Её архитектура сурова наподобие крепостного сооружения. Своды устроены таким образом, чтобы в случае войны храм мог служить оборонительным целям. В 1741 году храм был отреставрирован в стиле барокко: перестроен верхний ярус, обновлена стенопись. К церкви примыкает двухъярусная башня-колокольня, предположительно датируемая 1630-ми годами. Митрополичий дом — памятник классицизма начала XIX века. Башни и стены строились с XV по XVIII века.
Известно, что Уневский монастырь был очень хорошо укреплён и имел мощные въездные ворота. Про их существование, до недавнего времени, можно было лишь догадываться, поскольку ни один из письменных истоков про это не говорит, однако летом 2002 года, совершенно случайно, в результате земельных работ, были выявлены остатки подъездных ворот и средневековые оборонные укрепления. Ворота находятся на пятьдесят метров южнее современных палат митрополита. Во время раскопок открыли лишь восточную часть этого большого сооружения. Про то, что оно имело намного большую протяжённость, свидетельствуют характерные для средневековья опорные элементы под воротами. В средней части строения была дорога, выложенная из тёсаных камней. А с восточной части к сооружению прилегал насыпной земляной вал, который позже был ликвидирован.
Фундамент ворот выложен из дикого камня, а также из кирпича-пальчатки.
Юго-восточный угол постройки отличался архитектурными украшениями XVIII века. В одной из башен археологами была найдена пушка образца «фальконет», которая использовалась в шестнадцатом-восемнадцатом столетиях, также приблизительно около пятидесяти каменных ядер разного калибра, каменный шар с металлическим крюком для метания и отверстием с гнездом для засыпания пороха, арбалетную стрелку и металлические наконечники от копий.
Большинство из этих находок находится в музее Уневской Лавры. Среди обнаруженных предметов надо отметить серебряные и медные монеты пятнадцатого-семнадцатого столетий, в том числе и редкую на украинских землях датскую монету номиналом в три гульдена.
- Святой источник
- Старинное надгробие
- Лавра
- Пасека

## Игумены
- Венедикт Алексийчук (1999—2010), назначен епископом-помощником львовской архиепархии.